# 冨永潤
冨永 潤（とみなが じゅん、1969年5月4日 - ）は、三重県伊賀市の昭和ハウス経営者。三重県伊賀市生まれ。
昭和家電や早見優、Vtuberの小山内家、萌車好き。

## 概要
NHKの三重発地域ドラマ「ラジカセ」（NHK津放送局制作）の主人公のモデルになった。2003年に昭和ハウスをオープンした。
日本おける昭和時代に関するトップクラスのエンスージアストとして経営する「昭和ハウス」では膨大な数の昭和時代の小物から家具家電、玩具、生活用品から業務用品・販促品などがコレクションされており、各地のイベントやテレビ番組、映画作品等に向けたリース・レンタルが積極的に行われている。
2018年からはYouTube「ザ昭和レトロチャンネル」の管理者として自身のもつ膨大な数のコレクションや入荷したばかりの品々を紹介し続けている。

## エピソード
YouTubeのライブ中にお茶を口から噴き出したり、「エアーケーキ」などと言って謎の行動を取ったりし、視聴者からチャットで笑われたことがある。
また、冨永氏が高校生の頃、最後の食事時間に教室内で焼肉をしたことがあるいうエピソードは有名である。

## 出演
- マツコの知らない世界（TBS、2019年3月12日[4]・2022年1月3日）
- 世界!ニッポン行きたい人応援団（テレビ東京、2025年2月24日）